# Dimitrios Lundras
Dimitrios Lundras, řecky Δημήτριος Λούνδρας (4. září 1885 Athény – 15. února 1971) byl řecký námořník a sportovec.
Startoval na Letních olympijských hrách 1896 v Athénách, kde v soutěži družstev ve cvičení na bradlech skončil jeho tým Ethnikos Gymnastikos Syllogos na třetím místě ze tří účastníků. V den závodu mu bylo 10 let a 218 dní, je tak nejmladším známým medailistou olympijské historie (neznámý kormidelník nizozemské dvojveslice na Letních olympijských hrách 1900 byl pravděpodobně ještě mladší, ve výsledkových listinách však není uvedeno jeho jméno ani věk).
V roce 1905 absolvoval námořní akademii v Pireu a stal se důstojníkem řeckého námořnictva. Roku 1935 se stal admirálem a v roce 1936 krátce zastával funkci prefekta ostrova Lesbos. Po druhé světové válce odešel do penze. Byl členem Řeckého olympijského výboru a předsedou Řecké střelecké asociace. Zemřel v roce 1971 jako poslední žijící účastník první novodobé olympiády.